# Brullioles
Brullioles is een gemeente in het Franse departement Rhône (regio Auvergne-Rhône-Alpes) en telt 574 inwoners (1999). De plaats maakt deel uit van het arrondissement Lyon.

## Geografie
De oppervlakte van Brullioles bedraagt 12,2 km², de bevolkingsdichtheid is 47,0 inwoners per km².
De onderstaande kaart toont de ligging van Brullioles met de belangrijkste infrastructuur en aangrenzende gemeenten.

## Demografie
Onderstaande figuur toont het verloop van het inwonertal (bron: INSEE-tellingen).